# Борков (коммуна)
Борков (нем. Borkow) — община в Германии, в земле Мекленбург-Передняя Померания.
Входит в состав района Пархим. Подчиняется управлению Штернбергер Зеенландшафт.  Население составляет 504 человека (на 31 декабря 2010 года). Занимает площадь 28,11 км².